# Electrochimie
Electrochimia este un domeniu de intereferență dintre chimie și electricitate, care studiază reacțiile electrochimice și aplicațiile acestora: electroliza, coroziunea, acumulatorii electrici, bateriile, procedeele electrochimice de acoperire metalică. Între fenomenele studiate de electrochimie este electroliza, ce reprezintă o reacție chimică ce are loc la trecerea curentului electric.

## Istoric
Istoria electrochimiei are conexiuni puternice cu fiziologia prin activitatea lui Luigi Galvani. Au mai contribuit la acest domeniu Friedrich Kohlrausch, Michael Faraday, Johann Wilhelm Hittorf, Walther Nernst, Wilhelm Ostwald, Svante Arrhenius, Aleksandr Frumkin, Heinz Gerischer etc.
Un aspect istoric controversat din istoria electrochimiei e constituit de bateria de la Bagdad.

## Descriere
Reacțiile electrochimice sunt acele reacții chimice care au loc în soluții chimice aflate în contact cu materiale conductoare sau semiconductoare și care implică transfer de electroni între electrozi și electrolit.
Studiul joncțiunii a doi semiconductori este în mod convențional considerat a nu aparține domeniului electrochimiei, ci fizicii solidului.

## Aplicații
Aplicațiile electrochimice la scară industrială sunt efectuate prin inginerie electrochimică.
Există cinci mari domenii de aplicație a electrochimiei:
- electrosinteze: utilizată în industria chimică pentru obținerea hidroxidului de sodiu și a unor elemente ca: aluminiu, clor, litiu, fluor, magneziu, hidrogen, dar și pentru purificarea unor metale (electrometalurgie).
- tratamente de suprafață și anticorozive-galvanotehnica-: în scopul protejării metalelor prin acoperire cu un strat fin de metal superior
- stocarea și conversia energiei-energetica electrochimică- realizarea și îmbunătățirea acumulatoarelor (de exemplu acumulatori Li-ion), bateriilor și pilelor de combustie. Realizări energetice electrochimice deosebite a avut inginerul Nicolae Vasilescu-Karpen.
- metode de măsurare și analiză, cu aplicații în biomedicină, protecția mediului- electrochimie analitică: un exemplu ar fi purificarea apei sărate prin electrodializă sau ca exemplu de metode metrologice debitmetru electromagnetic.
- bioelectrochimie : electrochimia membranelor celulare și fenomenele asociate: contracție musculară, potențial de acțiune (impuls nervos)